# 山形県住宅供給公社
山形県住宅供給公社（やまがたけんじゅうたくきょうきゅうこうしゃ）は、山形県の地方住宅供給公社である。2017年4月から、正式名称は変更せずに呼び名を「山形県すまい・まちづくり公社」とした。

## 概要
1957年12月14日、財団法人山形県住宅公社として発足。1965年11月15日、地方住宅供給公社法に基づき山形県及び10市3町の出資により山形県住宅供給公社に組織変更。山形県内で分譲住宅事業及び宅地分譲事業等を行ってきた。これまでに98以上の住宅団地を開発し約7000戸の住宅を供給するなど大きな役割を果たしている。 2017年4月、呼び名を「山形県すまい・まちづくり公社」とした。

## 沿革
- 1957年12月14日、財団法人山形県住宅公社を設立
- 1965年11月15日、地方住宅供給公社法に基づき「山形県住宅供給公社」に組織変更

## 主な宅地
- 住吉町団地（酒田市）
- なでしこの里（天童市）
- 公社タウン蔵王みはらしの丘（山形市）
- そよかぜタウン嶋（山形市）